# Qoʻrgʻontepa
Qoʻrgʻontepa (uzb. cyr.: Қўрғонтепа; ros.: Кургантепа, Kurgantiepa) – miasto we wschodnim Uzbekistanie, w wilajecie andiżańskim, siedziba administracyjna tumanu Qoʻrgʻontepa. W 1989 roku liczyło ok. 19,5 tys. mieszkańców. Ośrodek przemysłu metalowego, bawełnianego oraz włókienniczego.
Miejscowość otrzymała prawa miejskie w 1976 roku.